# Communauté de communes du pays de Seyssel
La communauté de communes du pays de Seyssel  est une ancienne communauté de communes française du  département de la Haute-Savoie. Elle a la particularité d'accueillir des communes de deux départements : trois de l'Ain et huit de la Haute-Savoie.
Elle est remplacée le 1er janvier 2017 par la communauté de communes Usses et Rhône, fusion des communautés de communes du pays de Seyssel, du val des Usses et de la Semine.

## Composition
Elle est composée des 11 communes suivantes :
| Nom                      | Code Insee | Gentilé       | Superficie (km2) | Population (dernière pop. légale) | Densité (hab./km2) |
| ------------------------ | ---------- | ------------- | ---------------- | --------------------------------- | ------------------ |
| Seyssel (siège)          | 74269      | Seysselans    | 16,86            | 2 283 (2014)                      | 135                |
| Anglefort                | 01010      | Clafordans    | 29,26            | 1 142 (2014)                      | 39                 |
| Bassy                    | 74029      | Basseyrans    | 7,57             | 419 (2014)                        | 55                 |
| Challonges               | 74055      | Challongeois  | 7,90             | 489 (2014)                        | 62                 |
| Clermont                 | 74078      | Clermontois   | 6,98             | 408 (2014)                        | 58                 |
| Corbonod                 | 01118      | Corbonois     | 31,59            | 1 236 (2014)                      | 39                 |
| Desingy                  | 74100      | Desingeois    | 18,93            | 806 (2014)                        | 43                 |
| Droisy                   | 74107      | Droiselands   | 4,55             | 162 (2014)                        | 36                 |
| Menthonnex-sous-Clermont | 74178      | Menthonnexois | 10,14            | 656 (2014)                        | 65                 |
| Seyssel                  | 01407      | Seysselans    | 2,40             | 981 (2014)                        | 409                |
| Usinens                  | 74285      | Usinarais     | 7,63             | 385 (2014)                        | 50                 |

## Administration

### Siège
Le siège de la communauté de communes est situé à Seyssel (Haute-Savoie).

### Les élus
La communauté de communes est gérée par un conseil communautaire composé de 28 membres titulaires représentant chacune des communes membres.
Ils sont répartis comme suit :
| Nombre de délégués | Communes                                                                               |
| ------------------ | -------------------------------------------------------------------------------------- |
| 6                  | Seyssel (Haute-Savoie)                                                                 |
| 3                  | Anglefort, Corbonod, Seyssel (Ain)                                                     |
| 2                  | Bassy, Challonges, Clermont (Haute-Savoie), Desingy, Menthonnex-sous-Clermont, Usinens |
| 1                  | Droisy (Haute-Savoie)                                                                  |

### Présidence
Joseph Travail, maire de Corbonod, est président du conseil communautaire et les 6 vice-présidents sont : 
|     | Attributions                              | Identité            | Qualité                           |
| --- | ----------------------------------------- | ------------------- | --------------------------------- |
| 1er | Tourisme                                  | Gilles Pilloux      | Maire de Seyssel                  |
|     | Affaires sociales                         | Jean Viollet        | Maire de Menthonnex-sous-Clermont |
|     | Environnement et personnel                | Grégoire Lafaverges | Maire de Challonges               |
|     | Assainissement collectif et non collectif | Christian Vermelle  | Maire de Clermont                 |
|     | Développement économique                  | Jean-Paul Granchamp | Conseiller municipal de Seyssel   |
|     | Transport scolaire et communication       | Christine Vionnet   | Conseillère municipal d'Usinens   |

| Période | Période  | Identité          | Étiquette | Qualité                        |
| ------- | -------- | ----------------- | --------- | ------------------------------ |
|         | 2014     | Christian Monteil | DVD       | Maire de Seyssel (1989 → 2008) |
| 2014    | En cours | Joseph Travail    |           | Maire de Corbonod (2001 → )    |

## Compétences
À l’heure actuelle, les compétences et les activités de la communauté de communes sont les suivantes, :
Aménagement de l’espace
La CCPS s’est rassemblé avec 5 autres communautés de communes pour définir un programme d’action valable pour 5 ans dans un objectif de développement durable du territoire (Contrat de Développement Durable Rhône-Alpes, CDDRA). Différents thèmes sont abordés de l’agriculture aux tourismes. La région Rhône-Alpes constitue leur source de financement exclusif.
La CCPS fait partie du Syndicat Mixte du SCoT des Usses et Rhône. Ce Syndicat Mixte regroupe 3 Communautés de Communes (Pays de Seyssel, Val des Usses, Semine). Il est fondé sur l'élaboration d'un Schéma de Cohérence Territorial (SCoT). Le SCoT est un document de planification stratégique visant à donner des orientations de développement à une échelle intercommunale.
Tourisme
La promotion touristique locale (sentiers de découverte, station de ski de fond de Sur-Lyand…) est une mission importante pour le pays de Seyssel. Dans le même objectif, l’artisanat, le commerce et la restauration est maintenu pour assurer un dynamisme local dans un plan appelé FISAC : Fonds d’intervention pour les Services, l’Artisanat et le Commerce.
Assainissement
Deux techniciens sont chargés de l’assainissement. L’un pour le collectif et l’autre pour le non collectif. Un schéma directeur, créé en 2001 a permis de préciser les différentes zones au sein de la communauté de communes entre le collectif et le non collectif.
En ce qui concerne l’assainissement collectif, le service est complet puisqu’il est chargé de récupérer, d’acheminer et de traiter les eaux usées. Pour ce faire, il faut entretenir les réseaux et les stations d’épurations. Actuellement, la nouvelle station d’épuration se Seyssel, d’une capacité de 6000Eh, est en construction  et devrait être mise en route pour Septembre 2011.
Déchets ménagers
La communauté de communes est compétente en matière de collecte et de traitement des déchets ménagers et assimilés. Elle possède une déchèterie toute neuve puisqu’elle a été construite en 2010.
Transports scolaires
Les 10 communes sont très liées dans ce service. En effet, il met en place les circuits de ramassage scolaire pour les écoles primaires, le collège de Seyssel et le lycée de Rumilly à travers tout le pays de Seyssel. Les transporteurs sont soumis à un appel d'offres et seront sélectionnés par le conseil général de la Haute-Savoie. À propos du personnel, c’est la même personne chargée du transport qui gère les contrats des employés, leurs carrières (formation) et leurs paies.
Équipements sociaux
Elle assure le portage des repas des personnes âgées et dépendantes, mais elle met également en œuvre une politique de « petite enfance » avec la halte garderie.

## Historique
- 4 janvier 2016 : Modification des statuts
- 1er janvier 2012 : Intégration de la commune d'Anglefort
- 30 décembre 2002 : Création de la communauté de communes

## Pour approfondir